# Черны (деревня)
Черны — деревня в Дмитровском районе Московской области, в составе сельского поселения Синьковское. Население — 0 чел. (2010). До 2006 года Черны входило в состав Бунятинского сельского округа.

## Расположение
Опустевшая деревня, расположена в западной части района, примерно в 22 км к западу от Дмитрова, у истоков безымянного ручья бассейна Яхромы, высота центра над уровнем моря 170 м. Ближайшие населённые пункты — Назарово на северо-западе, Алешино на севере и Садниково на юго-востоке.

## Население
| 2002 | 2006 | 2010 |
| ---- | ---- | ---- |
| 0    | →0   | →0   |